# Armoriale dei comuni della provincia di Livorno

Stemma della Provincia di Livorno

Questa pagina contiene le armi (stemmi e blasonature) dei comuni della provincia di Livorno.
| Stemma | Comune e blasonatura | Gonfalone e/o bandiera           |
| ------ | --- | -------------------------------- |
|        | Bibbona D'azzurro al leone d'oro, lampassato di rosso, posto sopra una pianura di verde. D.C.G. del 4 agosto 1930 Gonfalone: Drappo di colore porpora, ornato di ricami d'argento e caricato dello stemma comunale, con la iscrizione centrata in argento: "Comune di Bibbona". R.D. del 30 maggio 1930 |                                  |
|        | Campiglia Marittima Di rosso, al cane levriere rampante, rivolto, d'argento, collarinato del primo. R.D. del 26 maggio 1930 Gonfalone: Drappo di rosso… |                                  |
|        | Campo nell'Elba Campo di cielo, al monte a tre vette declinanti, moventi dal fianco sinistro ed uscenti da un mare; il monte caricato verso la punta a mare della figura del comune, più in alto, a sinistra, di quella della frazione di S. Pietro, più in alto a sinistra di quella di S. Ilario e coll'isoletta di Pianosa uscente dal mare, sull'orizzonte, il tutto al naturale; col capo di rosso carico di tre api d'oro, poste in banda ed ordinate in fascia. R.D. del 27 aprile 1897 Gonfalone: Drappo di azzurro…                                               |                                  |
|        | Capoliveri D'argento al delfino di verde, attorcigliato intorno ad un'ancora di nero, col capo in giù, Gonfalone: Drappo di verde, frangiato d'oro… |                                  |
|        | Capraia Isola D'azzurro, al castello merlato, posto sopra un'isola uscente dal mare, il tutto al naturale. Capo d'argento alla croce di rosso. Concessione stemma con R.D. del 21 giugno 1928 |                                  |
|        | Castagneto Carducci D'argento, a due leoni affrontati e controrampanti al fusto di un castagno sradicato, il tutto al naturale. Gonfalone: Drappo partito di rosso e bianco e bande orizzontali con iscrizione centrata in alto in oro, Comune di Castagneto Carducci, caricato dello stemma comunale sormontato da corona murale a nove merli e ornato da ramoscelli di alloro e di quercia fruttati uniti al centro da fiocco rosso. La parte terminale è a tre bandoni scalati al centro ornati di ricami e frange dorate.                                              |                                  |
|        | Cecina Troncato: nel primo d'azzurro, alla testa umana, al naturale, posta di profilo; nel secondo, d'oro, al ponte di due archi di rosso, murato di nero, movente da una riviera al naturale. D.C.G. dell'11 settembre 1931 Gonfalone: drappo partito di azzurro e di rosso… |                                  |
|        | Collesalvetti D'azzurro alla torre merlata in mattoni, sormontata da tre colombi in volo e fiancheggiata da due querce, al naturale, sulla campagna, di verde, D.C.G. del 10 dicembre 1935 Gonfalone: Drappo di azzurro… |                                  |
|        | Livorno Di rosso, alla fortezza torricellata di due, al naturale, la torre di destra [araldica] cimata da una banderuola d'argento svolazzante a sinistra con la legenda FIDES in nero, astata dello stesso; la fortezza movente da un mare d'azzurro ombrato d'argento. R.D. del 19 settembre 1929 Gonfalone: Drappo di rosso… |                                  |
|        | Marciana D'azzurro, all'incudine al naturale, accostata in capo da due martelli manicati dello stesso. Gonfalone: Drappo di azzurro… |                                  |
|        | Marciana Marina Troncato: al primo, d'argento alla banda di rosso, carica di tre api d'oro; al secondo, di rosso ad un ristretto di paese rappresentante la torre di Marciana Marina, al naturale R.D. del 7 giugno 1886 Gonfalone: Drappo azzurro, con fascia cremisina, unita e caricata in cuore, dello scudetto d'arma del comune R.D. del 7 giugno 1886 |                                  |
|        | Piombino Di verde, al castello d'oro, torricellato di tre, sorgente per la metà a destra dal mare al naturale e per l'altra metà dalle rocce, con una chiesuola vista nella sua parte superiore, emergente dal castello. R.D. del 4 settembre 1927 Gonfalone: Drappo di verde… |                                  |
|        | Porto Azzurro Inquartato: nel primo e nel quarto di rosso al castello d'argento, torricellato di tre, sormontato da una stella (6) d'oro; nel secondo e nel terzo d'argento al delfino di verde, attortigliato intorno a un'ancora di nero col capo in giù. Gonfalone: Drappo di azzurro… |                                  |
|        | Portoferraio Di cielo, ad un veliero fluttuante, sopra un mare al naturale. Gonfalone: Drappo di azzurro… | Gonfalone precedentemente in uso |
|        | Rio |                                  |
|        | Rosignano Marittimo D'azzurro, a sei rose araldiche d'argento, bottonate d'oro, poste 3, 2, 1 D.C.G. del 20 ottobre 1927 |                                  |
|        | San Vincenzo Tagliato da una sbarra d'argento, abbassata: nel 1° d'azzurro alla torre d'argento, quadra, aperta, e finestrata, dal basamento a tronco di piramide, nascente da un mare fluttuoso; nel 2° di rosso, a due spade d'argento, guarnite d'oro, passanti in croce di Sant'Andrea, poste nel verso della sbarra. D.P.R. del 30 maggio 1953 Gonfalone: Drappo partito di rosso e di azzurro, riccamente ornato di ricami d'argento e caricato dello stemma sopra descritto con l'iscrizione centrata in argento "Comune di San Vincenzo" D.P.R. del 30 maggio 1953 |                                  |
|        | Sassetta Di rosso alla torre d'argento torricellata di un pezzo del medesimo, aperta a metà del campo, murata di nero e merlata alla ghibellina. D.P.R. del 18 ottobre 1973 Gonfalone: Drappo troncato, di rosso e di bianco, riccamente ornato di ricami d'argento caricato dello stemma sopra descritto, con l'iscrizione centrata in argento: Comune di Sassetta D.P.R. del 18 ottobre 1973 |                                  |
|        | Suvereto Di cielo, al sughero nodrito su campagna, il tutto al naturale; leone al naturale passante ed attraversante la pianta D.P.R. del 16 marzo 1961 Gonfalone: Drappo scaccato di verde e di bianco, di dodici file (3, 3), le ultime cinque scalari di uno scacco, ornato di ricami d'argento, caricato dello stemma del comune, con l'iscrizione centrata in argento: "Comune di Suvereto" |                                  |

## Ex comuni
| Stemma | Comune e blasonatura | Gonfalone e/o bandiera             |
| ------ | --- | ---------------------------------- |
|        | Rio Marina (dal 2018 soppresso per la costituzione del comune di Rio) D'argento, all'aquila coronata d'oro, carica sul petto di uno scudetto d'argento, alla banda di rosso di tre api d'oro. Gonfalone: Drappo di azzurro… |                                    |
|        | Rio nell'Elba (dal 2018 soppresso per la costituzione del comune di Rio) D'azzurro, a tre monti d'oro, sormontati da due picconi d'argento. alias: Scudo ove campeggiano i simboli della comunità: tre macigni sormontati da due picconi. Lo scudo è circondato da una spessa cornice arabescata ricamata a rilievo in oro e adornata, pure in oro, da un disegno di foglie di acanto. Lo stemma è sormontato da una corona a cinque punte e con incastonate tre pietre rosse brillanti e due pietre bianche. Così pure nella circonferenza base sono incastonate cinque pietre rosse e l'incavo appare ricamato in seta rosso rubino. Tutto intorno al rettangolo un disegno floreale stile liberty, ricamato in oro. Gonfalone: Drappo di rosso… | < Gonfalone precedentemente in uso |